# TV Globo
Glóbo (TV Globo) порт. Globo — «глобус», «куля», читається «Ґлобу» — бразильська телекомпанія створена у передмісті Ріо-де-Жанейро журналістом Робе́рту Піза́ні Марі́нью.

## Ствоерння та історія телекомпанії Globo

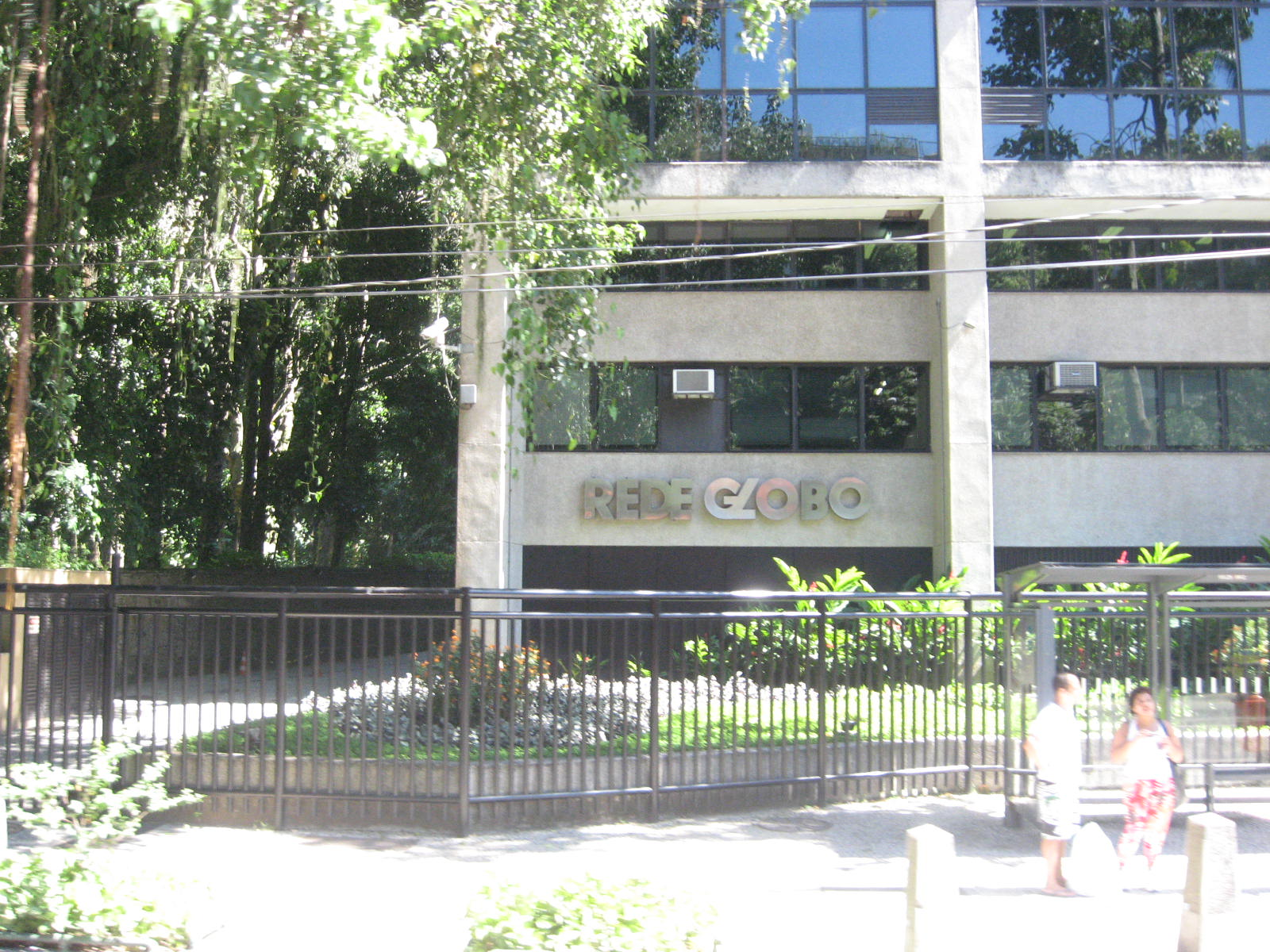
Штаб-квартира Rede Globo

Засновник і власник Globo — Роберту Марінью, помер у віці 98 років. Він почав розвивати свою компанію з газети, що перейшла йому у спадок в 1925 році. Займав пост президента компанії до кінця життя. Після його смерті президент Бразилії Луїс Інасіу Лула да Сілва сказав, що країна втратила велику людину. Зараз «Ґлобу» належить старшому синові Роберту. Телекомпанія Globo зробила теленовели предметом бразильського експорту в 50 країн світу.
Уже в 60-х роках новели Globo цікавили всю Бразилію. Теленовели виробляли й інші компанії, але Globo традиційно вважалася лідером у виробництві фільмів цього жанру. З часом кількість теленовел збільшувалася, і Globo побудувала для зйомок величезну студію, аналог американського Голлівуду — телемістечко «Прожак» в передмісті Ріо-де-Жанейро.
У липні 1957 року бразильський президент Жуселіну Кубічек, дозволив концесію телебачення для Радіо Ґлобу і 30 грудня того ж року Національна Рада Телекомунікацій оприлюднила указ про дозвіл 4 каналу Ріо-де-Жанейро розпочати трасляцію програм Ґлобу.
Канал в телебаченні з'явився 26 квітня 1965 року під пісню «Місячна ріка» Генрі Манчіні. Диктор Рубенш Амарал презентував нову телестанцію телеглядачам міста Ріо-де-Жанейро та штату Гуанабара. Перше що показали в прямому ефірі каналу це була програма Uni-Duni-Tê, музичні номери, і серії мультсеріалів «Кіт Фелікс» і «Геркулес».
В січні 1966 року Ріо страждав від своїх найгірших повеней в якій загинуло понад 100 осіб і 20000 залишились без домівки. Globo транслював в новинах наслідки повені і передавав інформацію для населення, а також брав участь в кампанії збору пожертв, що відбувалось в двох його студіях.

## Теленовели Globo
Значна частина продукції телекомпанії Ґлобу, яка вже багато десятиліть не має серйозних конкурентів на кінематографічному ринку Бразилії і практично є монополістом, є теленовелами. Перший бразильський серіал показаний в СРСР це — «Рабиня Ізаура», який показали в 1988—1989 роках. На відміну від багатьох інших серіалів знятих в країнах Латинської Америки, бразильські серіали відрізняються не тільки якістю, але й більшою реалістичністю та дидактичністю. Часто розглядаються різні важливі соціальні теми, наприклад такі як суїцид, наркоманія («Нова жертва», 1995), гомосексуальність («Жінки в коханні» 2003), расизм, СНІД, насильство та інші. В деяких серіалах розглядаються навіть такі теми, як сурогатне материнство («Сурогатна матір», 1990), клонування («Клон», 2001), пластична хірургія («Два обличчя», 2007—2008). Бразильські серіали відрізняються оригінальністю сюжету і оригінальстю заставок в серіалах («В ім'я кохання», 1997; «Камня на камені», 1992; «Саломея», 1991), де майже ніколи не показують обличчь самих акторів, що знімаються, а також використанням відомих музичних композицій, так званих «тем» для певних персонажів, міст чи кварталів. Бразильські телесеріали знімають з мінімальною кількістю дублів — перед зйомками актори ретельно репетирують сцени. В бразильських телесеріалах вперше не зовсім позитивні (або навіть негативні) персонажі стали головними героями серіалу («Жорстокий янгол», 1997). Серед бразильських міні-серіалів варто відмітити серіал-біографію «Шікінья Ґонзаґа» («Музика її душі»), 1999; «Неприборкувана Хільда» («Неприборкувана Ільда»), 1998; «Присутність Аніти», 2001; «Амазонія», 2007, що відрізняються не тільки якістю, але й використанням нових телевізійних технологій, як от наприклад панорамна зйомка («Амазонія»).

## Найзнаменитіші теленовели
- Fina Estampa, 2011
- Дороги Індії (Індія. Історія кохання), 2009
- Фаворитка, 2008
- Заборонене бажання, 2007
- Сім гріхів, 2007
- Пророк, 2006
- Золоте серце, 2006
- Сеньйорита, 2006
- Сторінки життя, 2006
- Америка, 2005
- Беліссіма, 2005
- Голос серця, 2005
- Сьогодні — день Марії, 2005
- Історія Рози, 2005
- Хазяйка долі, 2004
- Колір гріха, 2004
- Жінки в коханні, 2003
- Шоколад з перцем, 2003
- Святкування, 2003
- Земля кохання, земля надії, 2002
- Берег мрії, 2001
- Діти Єви, 2001
- Клон, 2001
- Caramuru — A Invenção do Brasil, 2001
- Normais, Os, 2001
- Sítio do Pica-Pau Amarelo, 2001
- Сімейні узи, 2000
- Хоробрий люд, 2000
- Влада бажання, 1999
- Земля кохання, 1999
- Шалені гроші, 1998
- Неприборкувана Ільда, 1998
- В ім'я кохання, 1997
- Жорстокий янгол, 1997
- Sai de Baixo, 1996
- Vira Lata, 1996
- Нова жертва, 1995
- Malhação, 1995
- Тропіканка, 1994
- Секрет тропіканки, 1993
- Fera Ferida, 1993
- Menino de Engenho, 1993
- Sex Appeal, 1993
- Você Decide, 1992
- Tieta, 1989
- Будь-якою ціною, 1988
- Cida, a Gata Roqueira, 1986
- Сеньйорита, 1986
- Рокі-святеник, 1985
- Війна статей, 1983
- Alice & Alice, 1983
- Ромео і Жульєта, 1980
- Vestido de Noiva, 1979
- A Ordem Natural das Coisas, 1977
- Рабиня Ізаура, 1976
- A Cartomante, 1974
- Isto É Pelé, 1974
- Capote, O, 1973
- Medéia, 1973
- Sombra de Suspeita, 1972
- Somos Todos do Jardim de Infância, 1972]], 1976
- A Cartomante, 1974
- Isto É Pelé, 1974
- Capote, O, 1973
- Medéia, 1973
- Sombra de Suspeita, 1972
- Somos Todos do Jardim de Infância, 1972

## Комерційний успіх
13 червня 2003 року відбулось вручення премій ІНТЕ, однієї з найперстижніших премій, якими нагороджують за вагомий внесок в розвиток телебачення Латинської Америки. Компанія Globo отримала приз, як найкраща компанія виробник телесеріалів, а знятий нею серіал «Клон» був названий найкращою теленовелою.